# Karl-Heinz Lembeck
Karl-Heinz Lembeck (* 12. Oktober 1955 in Osnabrück) ist ein deutscher Philosoph und Professor für theoretische Philosophie an der Julius-Maximilians-Universität Würzburg.

## Leben
Karl-Heinz Lembeck legte 1981 sein erstes Staatsexamen in den Fächern Philosophie, Katholische Theologie und Lehramtspädagogik ab. Von 1982 bis 1986 war er Wissenschaftlicher Mitarbeiter am Institut für Philosophie der Universität Trier, 1983 bis 1995 Generalsekretär der „Deutschen Gesellschaft für phänomenologische Forschung“.
Im Jahr 1986 wurde Lembeck promoviert und arbeitete fortan als Wissenschaftlicher Assistent an der Universität Trier. 1993 folgte seine Habilitation im Fach Philosophie. Von 1995 bis 1996 hatte er eine Stiftungsgastprofessur für Philosophie am „Humboldt-Studienzentrum für Philosophie und Geisteswissenschaften“ der Universität Ulm inne.
1996 folgte Lembeck einem Ruf auf den Lehrstuhl für Philosophie I an der Universität Würzburg (Nachfolge von Heinrich Rombach).
Seit 1997 ist er Korrespondierendes Mitglied des „Humboldt-Studienzentrums für Philosophie und Geisteswissenschaften“ der Universität Ulm. Er war von 1998 bis 2000 Vizepräsident und von 2000 bis 2003 Präsident der „Deutschen Gesellschaft für phänomenologische Forschung“ in München. Von 1999 bis 2001 leitete Lembeck das Forschungsprojekt „Philosophische Grundlagen der ‚Cultural Anthropology’“ der Deutschen Forschungsgemeinschaft.
Von 2000 bis 2002 hatte er das Amt des Dekans der damaligen Philosophischen Fakultät III der Universität Würzburg inne. Seit 2002 ist er Mitglied des Senats der Universität Würzburg. 2009 wurde er zum Vorsitzenden des Senats gewählt.
Seit 2003 ist Lembeck Mitglied des Wissenschaftlichen Beirats am „Humboldt-Studienzentrums für Philosophie und Geisteswissenschaften“ der Universität Ulm. 2006 wurde er zum Honorarprofessor für Philosophie an der Universität Ulm ernannt. Seit 2007 ist er Mitglied des Vorstandes des „Humboldt-Studienzentrums für Philosophie und Geisteswissenschaften“ der Universität Ulm.
Seit 2007 ist Lembeck Mitglied des Hochschulrates der Universität Würzburg.

## Philosophische Positionierung
Lembecks systematische Positionen sind allesamt durch transzendentalphilosophische Motive bestimmt. Insbesondere der transzendental-idealistisch gewendeten phänomenologischen Philosophie steht er nahe; dabei konzentriert sich der Zugriff auf die Arbeiten Husserls, Heideggers sowie der frühen französischen Phänomenologie. Die transzendentalphilosophische Prägung Lembecks rührt von der neukantianischen Diskursmodellen des späten 19. und frühen 20. Jahrhunderts gewidmeten Forschung her, wie sie sich in seiner 1993 erschienenen Habilitationsschrift "Platon in Marburg. Platonrezeption und Philosophiegeschichtsphilosophie bei Cohen und Natorp" exemplarisch dokumentiert. Das beiden Strömungen gemeinsame Selbstverständnis – Philosophie unter Zurückweisung relativistischer Auswüchse als strenge Wissenschaft zu betreiben – bildet den Fluchtpunkt der gegenwärtigen Forschungen Lembecks. Im Zentrum des Interesses steht die Genese des transzendentalphilosophischen Gedankens: bei frühen Ansätzen Hermann Cohens beginnend und mit Husserls späten Arbeiten zum historischen Apriori ins vorläufige Ziel kommend.
In seiner 2010 erschienenen Monographie "Philosophie als Zumutung? Ihre Rolle im Kanon der Wissenschaften" dokumentieren sich Lembecks systematische Positionen in konkreter Anwendung auf wissenschaftstheoretische Fragen. Dabei weist er relativistische Positionen, insbesondere biologistische und dem Radikalen Konstruktivismus verpflichtete Erkenntnistheorien als sachlich unzureichend zurück. Es werden die Grundgedanken phänomenologischer Philosophie gegen voreilige Grabesreden analytischer Couleur (insbesondere gegen Daniel Dennett und Thomas Metzinger) in Schutz genommen und gezeigt, dass die genannten Vertreter über ein nur unzureichendes Verständnis klassisch-phänomenologischer Gedanken nicht hinauskommen.
Neuere Forschungen Lembecks kreisen um Fragen einer philosophischen Ästhetik, die sich um eine wahrnehmungstheoretische und ästhetische Reformulierung des transzendentalen Gedankens bemühen. Dabei steht die Frage nach einer möglichen Gegebenheit und geltungstheoretischen Sicherung der transzendentalen Bedingungen von Gegenständlichkeit im Zentrum des Interesses, die sich jedoch gerade nicht primär in urteilstheoretische Überlegungen kleidet, sondern im Rahmen der sehenden Erfahrung von Kunstwerken geleistet werden soll. Der Ansatz dokumentiert sich u. a. in neueren museumstheoretischen Arbeiten.

## Werke
- Hrsg.: Edmund Husserl, Die Phänomenologie und die Fundamente der Wissenschaften Meiner, Hamburg 1986, ISBN 978-3-7873-0686-2.
- Gegenstand Geschichte. Geschichtswissenschaftstheorie in Husserls Phänomenologie (Phaenomenologica 111) Kluwer, Dordrecht/Boston/London  1988 (zugleich Trierer philos. Dissertation 1986), ISBN 978-9-0247-3635-5.
- Platon in Marburg. Platonrezeption und Philosophiegeschichtsphilosophie bei Cohen und Natorp (Studien und Materialien zum Neukantianismus 3) Königshausen & Neumann, Würzburg 1994 (zugleich Habilitationsschrift 1993), ISBN 978-3-8847-9900-0.
- Einführung in die phänomenologische Philosophie Wissenschaftl. Buchgesellschaft, Darmstadt 1994, 2., unveränderte Aufl. 2005, ISBN 978-3-534-18954-0.
- Hrsg.: Geschichtsphilosophie (Alber Texte Philosophie 14) Alber, Freiburg i.Br. 2000, ISBN 978-3-4954-8011-3.
- Hrsg. zus. mit C. Bermes und J. Jonas: Die Stellung des Menschen in der Kultur. Festschrift für Ernst Wolfgang Orth  Königshausen & Neumann, Würzburg 2001, ISBN 978-3-8260-2232-6.
- Hrsg.: Geschichte und Geschichten. Studien zur Geschichtenphänomenologie Wilhelm Schapps Königshausen & Neumann, Würzburg 2004, ISBN 978-3-8260-2232-6.
- Hrsg. zus. mit J. Jonas: Mensch – Leben – Technik. Neuere Studien zur phänomenologischen Anthropologie Königshausen & Neumann, Würzburg 2006, ISBN 978-3-8260-2902-8.
- Hrsg.: Paul Natorp, Philosophie. Ihr Problem und ihre Probleme 5. Aufl. Edition Ruprecht, Göttingen 2008. ISBN 978-3-7675-3055-3.
- Philosophie als Zumutung? Ihre Rolle im Kanon der Wissenschaften Königshausen & Neumann, Würzburg 2010, ISBN 978-3-8260-4333-8.